# Tahvil-paša Kulenović Hrvat
Tahvil-paša Kulenović Hrvat je bio Hrvat islamske vjere je postao sadrazam veliki vezir sultana Selima II. Safvet-beg Bašagić ga bilježi u djelu Znameniti Hrvati Bošnjaci i Hercegovci u Turskoj carevini.